# Tankgracht

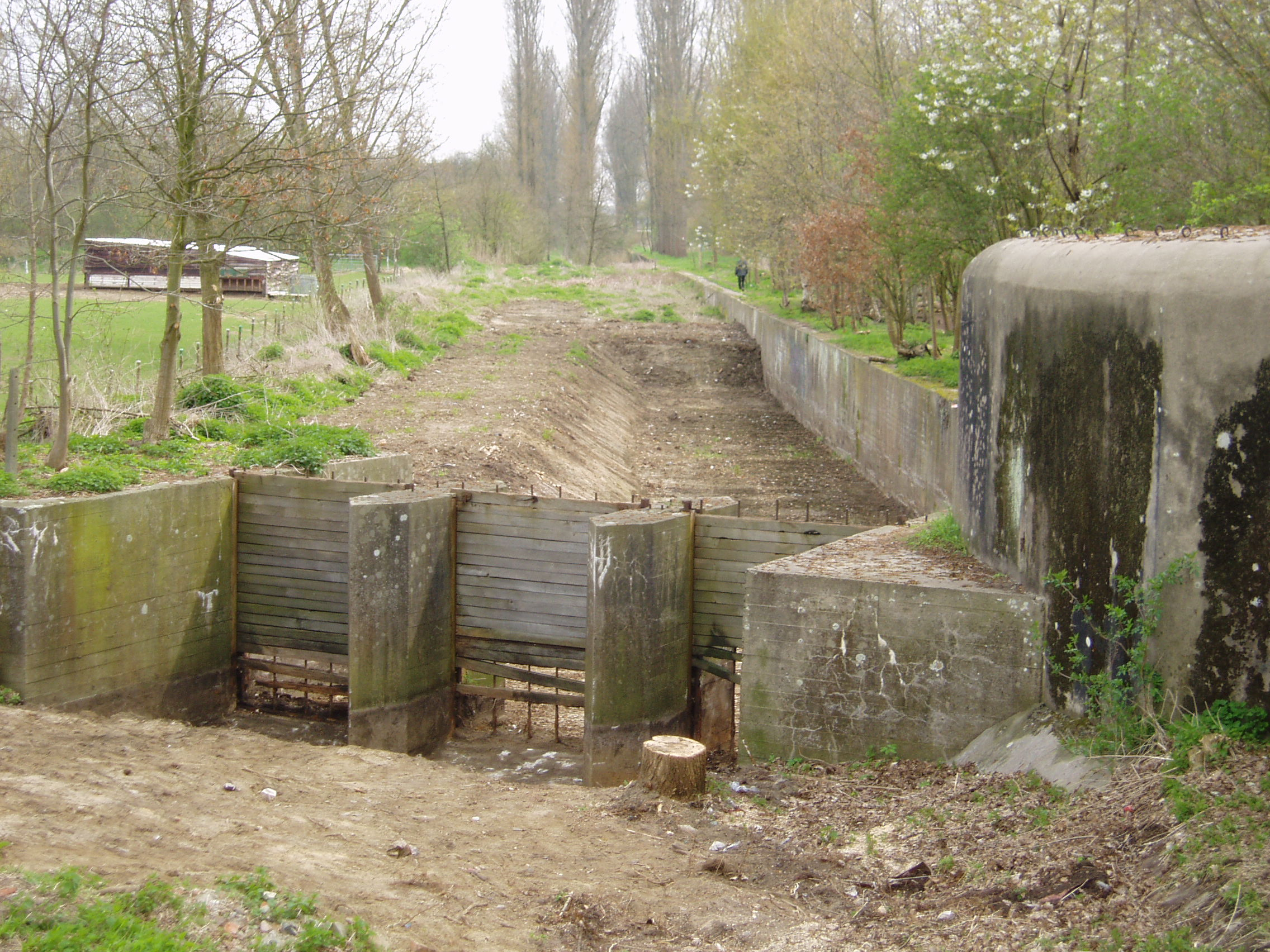
Zicht op bunker H4 en het sluizencomplex dat werd gebruikt om de antitankgracht te Haacht, onderdeel van de KW-stelling, onder water te zetten.

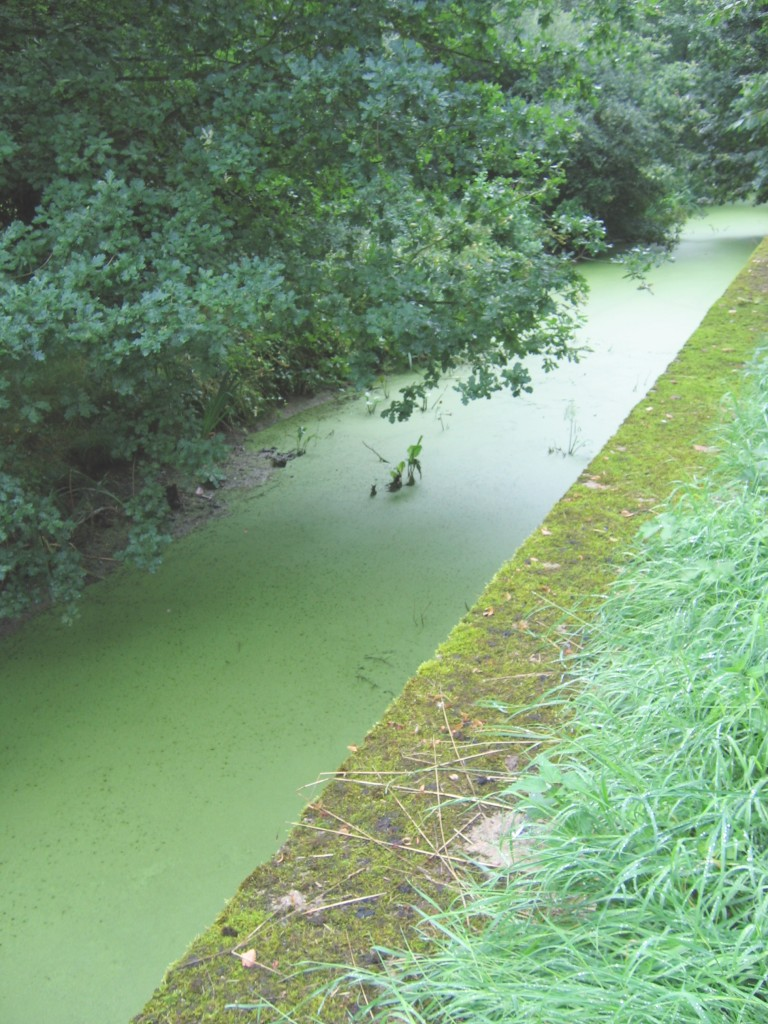
Zicht op de antitankgracht te Haacht, onderdeel van de KW-stelling, dat nu dienstdoet als een Natuurpunt-natuurreservaat.

Een tankgracht of antitankgracht is een diepe en brede, al dan niet met water gevulde, gracht met steile oevers die voor tanks en pantservoertuigen onmogelijk over te steken is. Kenmerk van deze grachten zijn de knikken in het beloop (zigzagvorm). Tankgrachten worden gegraven als onderdeel van stellingen en verdedigingswerken. Tankgrachten zijn effectief in vlakke gebieden met een zachte bodem, zeker als er ook nog een hoge grondwaterstand is. Bij een andere terreingesteldheid worden doorgaans andere soorten tankversperringen aangelegd zoals tankmuren of aspergeversperringen.

## Voorbeelden
Voorbeelden van tankgrachten uit de Tweede Wereldoorlog zijn:

### België
- De Antitankgracht ten oosten van Antwerpen: van Berendrecht naar Oelegem
- De Dnjepr op de grens tussen Merksem en Schoten
- De droge antitankgracht aan de zuidzijde van het Fort van Eben-Emael
- De antitankgracht van Haacht, onderdeel van de KW-stelling

### Nederland
- Aan de noordwestkant van park Clingendael tussen Den Haag en Wassenaar
- Aan de oost- en zuidwestkant van het vliegveld Valkenburg, tussen Wassenaar en Katwijk
- Het Defensiekanaal, onderdeel van de Peel-Raamstelling
- Rond Hilversum, op de Hoorneboegse heide en Zuiderheide
- De Frieslandriegel, een verdedigingslinie in Noordoost-Nederland. Hiertoe behoort o.a. de tankgracht in het Balloërveld ten oosten van Assen.